# العلاقات التركية الكوستاريكية
العلاقات التركية الكوستاريكية هي العلاقات الثنائية التي تجمع بين تركيا وكوستاريكا.

## مقارنة بين البلدين
هذه مقارنة عامة ومرجعية للدولتين:
| وجه المقارنة                                              | تركيا         | كوستاريكا                                 |
| --------------------------------------------------------- | ------------- | ----------------------------------------- |
| المساحة (كم2)                                             | 783.56 ألف    | 51.10 ألف                                 |
| عدد السكان (نسمة)                                         | 80.14 مليون   | 4.91 مليون                                |
| الكثافة السكانية (ن./كم²)                                 | 102.28        | 96.09                                     |
| العاصمة                                                   | أنقرة         | سان خوسيه                                 |
| اللغة الرسمية                                             | اللغة التركية | اللغة الإسبانية                           |
| العملة                                                    | ليرة تركية    | كولون كوستاريكي                           |
| الناتج المحلي الإجمالي (بليون دولار)                      | 851.10 مليار  | 57.06 مليار                               |
| الناتج المحلي الإجمالي (تعادل القوة الشرائية) بليون دولار | 1.57 تريليون  | 74.98 مليار                               |
| الناتج المحلي الإجمالي الاسمي للفرد دولار أمريكي          | 9.12 ألف      | 11.26 ألف                                 |
| الناتج المحلي الإجمالي للفرد دولار أمريكي                 | 19.79 ألف     | 14.92 ألف                                 |
| مؤشر التنمية البشرية                                      | 0.761         | 0.766                                     |
| رمز المكالمات الدولي                                      | +90           | +506                                      |
| رمز الإنترنت                                              | .tr           | .cr، قائمة نطاقات المستوى الأعلى للإنترنت |
| المنطقة الزمنية                                           | ت ع م+03:00   | 00                                        |

## منظمات دولية مشتركة
يشترك البلدان في عضوية مجموعة من المنظمات الدولية، منها:
| علم المنظمة | اسم المنظمة                               | تاريخ انضمام تركيا | تاريخ انضمام كوستاريكا |
| ----------- | ----------------------------------------- | ------------------ | ---------------------- |
|             | الاتحاد البريدي العالمي                   | ?                  | ?                      |
|             | يونسكو                                    | 4 نوفمبر 1946      | 19 مايو 1950           |
|             | البنك الدولي للإنشاء والتعمير             | 11 مارس 1947       | 8 يناير 1946           |
|             | منظمة التجارة العالمية                    | 26 مارس 1995       | ?                      |
|             | وكالة ضمان الاستثمار متعدد الأطراف        | 3 يونيو 1988       | 8 فبراير 1994          |
|             | الاتحاد الدولي للاتصالات                  | 1866               | 13 سبتمبر 1932         |
|             | منظمة الشرطة الجنائية الدولية             | ?                  | ?                      |
|             | مؤسسة التمويل الدولية                     | 19 ديسمبر 1956     | 20 يوليو 1956          |
|             | الأمم المتحدة                             | 24 أكتوبر 1945     | 2 نوفمبر 1945          |
|             | مؤسسة التنمية الدولية                     | 22 ديسمبر 1960     | 30 يونيو 1961          |
|             | الفريق المعني برصد الأرض                  | ?                  | ?                      |
|             | منظمة حظر الأسلحة الكيميائية              | ?                  | ?                      |
|             | المركز الدولي لتسوية المنازعات الاستشارية | 2 أبريل 1989       | 27 مايو 1993           |

## وصلات خارجية
- موقع وزارة الخارجية التركية
- موقع وزارة الخارجية الكوستاريكية